# Ķegums Vandkraftværk
Ķegums Vandkraftværk (lettisk: Ķeguma hidroelektrostacija, eller bare Ķeguma HES) ved byen Ķegums er det ældste vandkraftværk i floden Daugava og det tredjestørste i Letland. Komplekset består af to kraftværker; det første opførtes i årene fra 1936 til 1940, og det andet opførtes i årene 1976 til 1979. Komplekset totalrenoveredes i årene fra 1998 til 2001, og samtidig udskiftedes fire ældre turbiner med et samlet nominelt udtag på 65 megawatt. Den samlede kapacitet er på 264,10 megawatt. Vandkraftværket drives i dag af virksomheden Latvenergo.